# Tasgolo
Der Tasgolo ist ein osttimoresischer Berg im Verwaltungsamt Bobonaro (Gemeinde Bobonaro). Er liegt östlich des Massivs des Tapo 1939 m. Nördlich des Tasgolo fließt der Ilsa, südlich der Masi, beides Quellflüsse des Loumea. Zwei Kilometer westlich liegt das Dorf Butuc.